# Canton de Montauban-Ouest
Le canton de Montauban-Ouest est un ancien canton français situé dans le département de Tarn-et-Garonne.

## Histoire
Le canton de Montauban-Ouest est créé au XIXe siècle.
Il est supprimé en 1973, lors du redécoupage de la ville en quatre cantons.

## Représentation

### Conseillers généraux de 1833 à 2015
| Période      | Période          | Identité                                    | Étiquette    | Qualité |
| ------------ | ---------------- | ------------------------------------------- | ------------ | --- |
| 1833         | 1848             | Isidore Constans                            |              | Procureur du Roi à Montauban |
| 1848         | 1852             | Vicomte Louis Victor de Gironde (1788-1866) |              | Ancien Commandant de la Garde Nationale Propriétaire, ancien maire de Montauban (1826-1830)                                                                                        |
| 1852         | 1855             | Edouard Raynaud                             |              | Docteur en médecine à Montauban |
| 1855         | 1860 (décès)     | Jean Baptiste Teulières                     |              | Juge au Tribunal civil |
| 1860         | 1877             | G. Rivayrol                                 | Droite       | Médecin |
| 1877         | 1897 (décès)     | Gustave Garrisson                           | Républicain  | Propriétaire agricole Sénateur (1882-1897) Président du Conseil Général |
| 1897         | 1904             | Ernest Foissac                              | Rad.         | Docteur en médecine à Montauban |
| 1904         | 1939 (décès)     | Alphonse Veyriac                            | Rad.         | Propriétaire à Montauban |
| 1939         | 1940             | Achille Gazaniol                            | Rad.ind.     | Propriétaire à Montauban, conseiller d'arrondissement |
|              |                  |                                             |              | |
| 1945         | 1951             | Michel Comte                                | SFIO         | Garagiste à Montauban |
| 1951         | 1958             | M. Delpeyrou                                | Rad.         | |
| 1958         | 1963 (démission) | M. Blanc                                    | SFIO         | |
| 23 juin 1963 | 1973             | Louis-Jean Delmas                           | SFIO puis PS | Instituteur puis directeur d'école (retraité) Maire de Montauban (1965-1983) président du conseil général (1982-1985) Député (1962-1968) Elu en 1973 dans le Canton de Montauban-3 |

### Conseillers d'arrondissement (de 1833 à 1940)
| Période                                  | Période      | Identité                                   | Étiquette   | Qualité |
| ---------------------------------------- | ------------ | ------------------------------------------ | ----------- | --- |
| 1833                                     | 1836         | Hippolyte de Rous de Fenayrols (1803-1879) |             | Président du Tribunal civil de Montauban                                                                    |
|                                          |              |                                            |             | |
| 1880                                     |              | François Jourdain (1818-1891)              | Républicain | Géomètre, adjoint au maire de Montauban                                                                     |
| 1898                                     |              | Jean Poujade                               | Républicain | Propriétaire au Saulou, Montauban                                                                           |
|                                          |              |                                            |             | |
| 1910                                     | 1927 (décès) | Henri Belloc                               | Radical     | Adjoint au maire de Montauban                                                                               |
| 1928                                     | 1939         | Achille Gazaniol                           | Rad.ind.    | Propriétaire à Montauban                                                                                    |
| 1939                                     | 1940         | Antoine Lafon                              | Radical     | Propriétaire à Montauban                                                                                    |
| 1940                                     |              |                                            |             | Les conseils d'arrondissement ont été suspendus par la loi du 12 octobre 1940 et n'ont jamais été réactivés |
| Les données manquantes sont à compléter. |              |                                            |             | |